# Bianchi-Piaggio

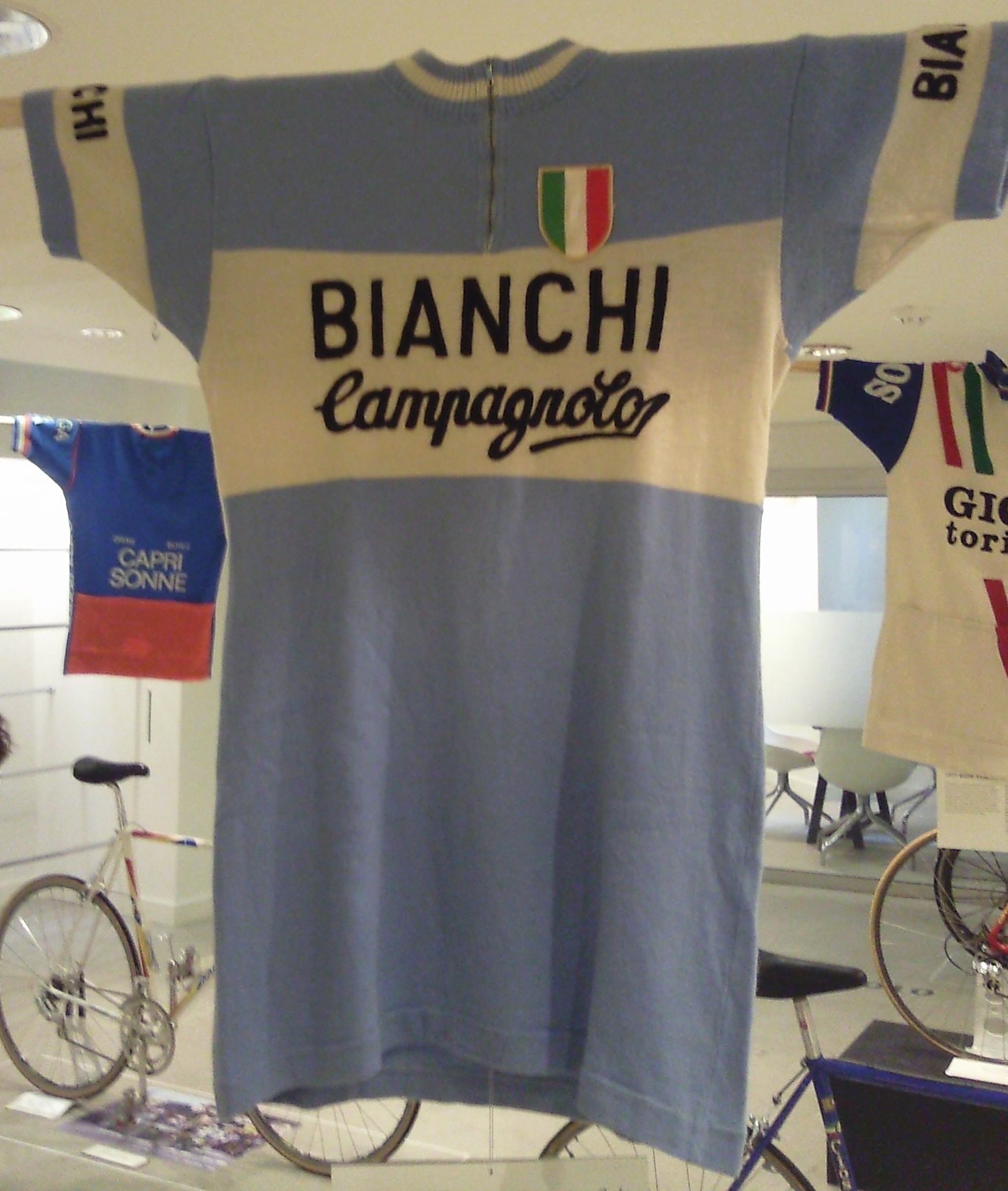
Trikot Bianchi-Campagnolo (1973–1977)

Bianchi-Piaggio, Bianchi-Faema und Bianchi-Campagnolo war ein italienisches Radsportteam, das von 1973 bis 1984 bestand.

## Geschichte
Das Team wurde 1973 unter der Leitung von Giancarlo Ferretti und Vittorio Adorni gegründet. Obwohl der Teamname Bianchi enthält, ist es zu unterscheiden von dem Team Bianchi (Radsportteam 1905–1966) und vom Team Bianchi, das 2003 Nachfolgeteam vom Team Coast wurde. Das Team wurde vom Inhaber Angelo Trapletti der Firma Chiorda, zur damaligen Zeit auch Inhaber der Namensrechte von Bianchi-Rädern, initiiert. Ein Großteil der Fahrern kam vom im Vorjahr aufgelösten Salvarani-Team.
In der ersten Saison erreichte das Team beim Giro d’Italia neben den Etappensiegen elfmal die Top-3 einer Etappe und in der Gesamtwertung den zweiten Platz. Im September konnte Felice Gimondi den Weltmeistertitel in Barcelona, Spanien gewinnen und anschließend im Weltmeistertrikot die Lombardei-Rundfahrt gewinnen. 1974 konnte gleich zu Beginn der Saison konnte ein Erfolg mit dem Gewinn von Mailand–Sanremo gefeiert werden. Beim Giro d’Italia musste bis zur letzten Etappe auf einen Etappensieg gewartet werden. In der Endabrechnung wurde Felice Gimondi hinter dem Sieger Eddy Merckx Dritter. Der Abstand zwischen dem Sieger und dem Dritten nach 4001 km war gerade einmal 33 Sekunden. Bei der ersten Teilnahme bei der Tour de France 1975 wurde der sechste Gesamtplatz und fünf Etappensiege erzielt. Bei Giro d’Italia 1975, ohne die Teilnahme von Eddy Merckx, konnte ein dritter Gesamtrang und drei Etappensiege erreicht werden. Weitere Ergebnisse waren der neunte Platz bei der Lombardei-Rundfahrt, der fünfte Platz bei der Flandern-Rundfahrt und dritte Plätze bei Coppa Placci, Tre Valli Varesine und Gent–Wevelgem. 1976 gelang der Sieg beim Giro d’Italia sowie bei vier Etappen und in der Campionato delle Regioni-Wertung. Außerdem konnte der siebte Platz bei Tirreno–Adriatico, der sechste Platz bei Mailand–Sanremo und zweite Plätze bei Gent-Wevelgem, Col San Martino und der Coppa Sabatini erzielt werden. Nach 1975 erfolgte die zweite Teilnahme an der Tour de France 1977, welche auf 38. abgeschlossen wurde. Beim Giro d’Italia 1977 konnte keine vordere Platzierung erzielt werden. Weitere gute Ergebnisse wurde bei Mailand–Sanremo mit Platz 4, bei der Trofeo Baracchi mit Platz 3 und Platz 2 beim Giro del Lazio erreicht. Beim Giro d’Italia 1978 gab es neben dem Gesamtsieg auch den Gewinn von vier Etappen und der Teamwertung zu feiern. 1979 wurden der Platz 5 beim Giro d’Italia, Platz 3 bei Mailand–Sanremo und Platz 2 bei der Lombardei-Rundfahrt belegt. Beim Giro d’Italia wurde die Plätze 4 und 5 erreicht. Außerdem Platz 2 bei der Deutschland Tour, GP Alghero und Giro di Puglia. 1981 wurden im Endklassement des Giro d’Italia die Plätze 2, 4 und 10 belegt und die Teamwertung gewonnen. Außerdem trugen Fahrer des Teams insgesamt sieben Tage das Rosa Trikot des aktuellen Gesamtführenden. 1982 stand wieder im Zeichen des Giro d’Italia. Nach seinem dritten Etappensieg von Silvano Contini auf der 17. Etappe übernahm diese die Gesamtführung. Diese Führung gab er nach der nächsten Etappe an den späteren Gesamtsieger Bernard Hinault wieder ab. Das Team belegte Platz 2 durch Tommy Prim, Platz 3 mit Silvano Contini und Platz 5 durch Gianbattista Baronchelli. Dadurch konnte erneut die Teamwertung beim Giro d’Italia gesichert werden. Aber auch die restlichen Ergebnisse wie der dritte Platz bei der Meisterschaft von Zürich, Platz 5 bei Mailand–Sanremo und Platz 6 bei der Lombardei-Rundfahrt sind erwähnenswert. 1983 konnten der dritte Platz bei der Tour de Romandie, Platz 5 bei Paris–Tours, Platz 8 bei Lüttich–Bastogne–Lüttich und Platz 9 bei der Lombardei-Rundfahrt und der La Flèche Wallonne erreicht werden. In der Saison 1984 wurden weniger Siege eingefahren als sonst. Zweite Plätze wurden bei der Trofeo Baracchi, der Schweden-Rundfahrt, beim Giro dell’Appennino und jeweils vierte Plätze bei Mailand–Sanremo und bei der Lombardei-Rundfahrt erzielt.
Nach der Saison 1984 wurde das Team aufgelöst. Teile der aufgelösten Mannschaft wechselten zum Team Gewiss-Bianchi.

## Erfolge
1973
- Lombardei-Rundfahrt
- drei Etappen Giro d’Italia
- Gesamtwertung und eine Etappe Giro di Puglia
- drei Etappen Tirreno–Adriatico
- eine Etappe Giro di Sardegna
- Gran Piemonte
- Coppa Bernocchi
- Trofeo Baracchi
- Genua–Nizza
- Grosser Preis des Kantons Aargau

1974
- Mailand–Sanremo
- eine Etappe Giro d’Italia
- eine Etappe À travers Lausanne
- eine Etappe Giro di Puglia
- Grosser Preis des Kantons Aargau
- Coppa Agostoni
- Gran Premio Città di Camaiore
- Gran Premio Montelupo

1975
- fünf Etappen und  Punktewertung Tour de France
- drei Etappen Giro d’Italia
- Mailand–Vignola
- Tre Valli Varesine
- Giro dell’Appennino
- Großer Preis der Dortmunder Union-Brauerei
- Gesamtwertung und zwei Etappen Cronostaffetta
- eine Etappe und Sprintwertung Setmana Catalana
- eine Etappe Giro di Puglia
- eine Etappe Valkenburg aan de Geul

1976
- Gesamtsieg und vier Etappen Giro d’Italia
- Paris–Brüssel
- Giro di Campania
- Mailand–Vignola
- eine Etappe Tirreno–Adriatico
- eine Etappe Vuelta a los Valles Mineros
- eine Etappe Giro di Puglia

1977
- zwei Etappen Giro d’Italia
- eine Etappe Tour de France
- Mailand–Turin
- eine Etappe Tirreno–Adriatico
- eine Etappe Giro di Sardegna

1978
- Gesamtsieg und vier Etappen Giro d’Italia
- Trofeo Baracchi
- Col San Martino
- Gesamtsieg und eine Etappe Giro di Sardegna
- Trofeo Laigueglia
- Giro della Provincia di Reggio Calabria
- Giro di Romagna
- Giro del Veneto
- Mailand–Vignola
- zwei Etappen Tirreno–Adriatico
- eine Etappe Giro di Puglia
- eine Etappe Grand Prix Midi Libre

1979
- Gesamtwertung und eine Etappe Tirreno–Adriatico
- Nachwuchswertung Giro d’Italia
- Giro del Lazio
- Gesamtsieg und eine Etappe Giro del Trentino
- Gran Piemonte
- Coppa Bernocchi
- zwei Etappen Tour de Romandie

1980
- drei Etappen,  Nachwuchswertung und Teamwertung Giro d’Italia
- Cagliari–Sassari
- Giro dell’Emilia
- Rund um den Henninger Turm
- Gesamtwertung und eine Etappe Cronostaffetta
- Gesamtwertung und zwei Etappen Giro di Frasassi
- Gesamtwertung und eine Etappe Ruota d’Oro
- Grand Prix Eddy Merckx
- Gran Piemonte
- Coppa Agostoni
- Gran Premio Montelupo
- Giro della Provincia di Reggio Calabria
- Coppa Sabatini
- Giro dell’Appennino
- eine Etappe Tour de Romandie
- eine Etappe Giro di Puglia
- eine Etappe Paris–Nizza
- eine Etappe und Bergwertung Deutschland-Tour
- eine Etappe Giro del Trentino

1981
- fünf Etappen und Teamwertung Giro d’Italia
- Gesamtsieg und eine Etappe Tour de Romandie
- Deutschland-Tour
- Gesamtwertung und eine Etappe Cronostaffetta
- Giro dell’Appennino
- drei Etappen Paris–Nizza
- Nizza–Alassio

1982
- Lüttich–Bastogne–Lüttich
- drei Etappen und Teamwertung Giro d’Italia
- Gesamtwertung und vier Etappensiege Schweden-Rundfahrt
- Gesamtwertung und zwei Etappen Giro di Puglia
- Gesamtwertung und eine Etappe Ruota d’Oro
- Giro di Frasassi
- Giro del Lazio
- Coppa Bernocchi
- Giro dell’Appennino
- Giro del Trentino
- Gran Premio Industria & Artigianato
- Giro dell’Umbria
- Visp–Grachen
- drei Etappen Setmana Catalana de Ciclisme
- eine Etappe Giro del Trentino
- eine Etappe Tour de Romandie

1983
- zwei Etappen Giro d’Italia
- Omloop Het Volk
- Paris–Brüssel
- Trofeo Baracchi
- Giro del Lazio
- Tre Valli Varesine
- Coppa Agostoni
- Giro di Romagna
- Giro di Toscana
- GP Lugano
- Gesamtwertung und vier Etappensiege Schweden-Rundfahrt
- eine Etappe Tour de Romandie
- eine Etappe Setmana Catalana de Ciclisme

1984
- eine Etappe Giro d’Italia
- Tirreno–Adriatico
- Coppa Sabatini
- Mailand–Turin

### Grand-Tour-Platzierungen
| Grand Tour         | 1973 | 1974 | 1975 | 1976 | 1977 | 1978 | 1979 | 1980 | 1981 | 1982 | 1983 | 1984 |
| ------------------ | ---- | ---- | ---- | ---- | ---- | ---- | ---- | ---- | ---- | ---- | ---- | ---- |
| Giro d’ItaliaGiro  | 2    | 3    | 3    | 1    | 15   | 1    | 5    | 4    | 2    | 2    | 15   | 34   |
| Tour de FranceTour | –    | –    | 6    | –    | 38   | –    | 27   | –    | –    | –    | –    | –    |

### Monumente-des-Radsports-Platzierungen
| Monument                 | 1973 | 1974 | 1975 | 1976 | 1977 | 1978 | 1979 | 1980 | 1981 | 1982 | 1983 | 1984 |
| ------------------------ | ---- | ---- | ---- | ---- | ---- | ---- | ---- | ---- | ---- | ---- | ---- | ---- |
| Mailand–Sanremo          | 3    | 1    | 18   | 6    | 4    | 5    | 3    | 19   | 56   | 5    | 29   | 4    |
| Flandern-Rundfahrt       | –    | –    | 5    | 19   | 17   | 13   | –    | –    | –    | –    | 14   | –    |
| Paris–Roubaix            | 15   | –    | –    | –    | –    | –    | –    | –    | –    | 25   | –    | –    |
| Lüttich–Bastogne–Lüttich | –    | –    | –    | –    | –    | –    | –    | 12   | –    | 1    | 8    | 18   |
| Lombardei-Rundfahrt      | 1    | 11   | 9    | 11   | –    | 9    | 2    | 8    | 6    | 6    | 9    | 4    |

## Bekannte ehemalige Fahrer
- Felice Gimondi (1973–1977)
- Marino Basso (1973–1974)
- Ole Ritter (1973)
- Giacinto Santambrogio (1973–1978)
- Pietro Algeri (1974–1975)
- Knut Knudsen (1978–1981)
- Silvano Contini (1978–1984)
- Gianbattista Baronchelli (1980–1982)
- Tommy Prim (1980–1984)
- Alf Segersäll (1980–1984)
- Dag Erik Pedersen (1981–1983)
- Alfons De Wolf (1983)
- Paolo Rosola (1984)
- Alberto Volpi (1984)